# مرگ پرندگان
رویداد مرگ پرندگان یا مرگ توده‌ای پرندگان یا مرگ‌ومیر پرندگان یا کشتار پرندگان (به انگلیسی: Bird kill) یک رویداد محلی است که سبب مرگ تعداد زیادی از پرندگان به‌طور هم‌زمان می‌شود.
مرگ‌ومیر گسترده جانوران در طبیعت غیرعادی نیست و به دلایل مختلفی از جمله آب و هوای بد، بیماری و مسمومیت‌ها رخ می‌دهد، که آلودگی و تغییرات آب‌وهوایی بر استرس‌های حیات وحش می‌افزاید. بر اساس گزارش مرکز ملی بهداشت حیات وحش USGS در ایالات متحده، ۱۷۵ رویداد مرگ‌ومیر دسته‌جمعی بیش‌تر از ۱۰۰۰ پرنده در طول ۱۰ سال گذشته رخ داده‌است.
دانشمند روسی آفاناسی ایلیچ توبونوف در دهه ۱۹۹۰ در مورد مرگ‌ومیر توده‌ای جانوران تحقیق کرد و به این نتیجه رسید که مرگ‌ومیر توده‌ای پرندگان و حیات وحش در جمهوری سخا تنها در مسیرهای پرواز موشک‌های فضایی دیده می‌شود.